# 善栄寺 (小田原市)
善栄寺（ぜんえいじ）は、神奈川県小田原市にある曹洞宗の寺院。

## 歴史
1215年（建保3年）、巴御前の開基である。一説によると、粟津の戦いの際に、巴は源義仲の命により戦線を離脱したが、後に源頼朝によって鎌倉に護送されることになった。その際に、和田義盛は妻として貰い受けたいと頼朝に申し出た。巴ほどの勇女との間に勇猛なる子を産ませたいとのことで、頼朝もこれを許可したという。その後、和田合戦で義盛が討死すると、巴は当地に落ち延び、義仲と義盛の菩提を弔うために寺を創建した、これが当寺の起源である。
当寺の墓地には、二宮尊徳をはじめとする二宮一族、北条氏康の正室瑞渓院の墓がある。

## 交通アクセス
- 栢山駅より徒歩9分。

## ギャラリー
- 山門
- 鐘楼